# 东博斯普鲁斯海峡

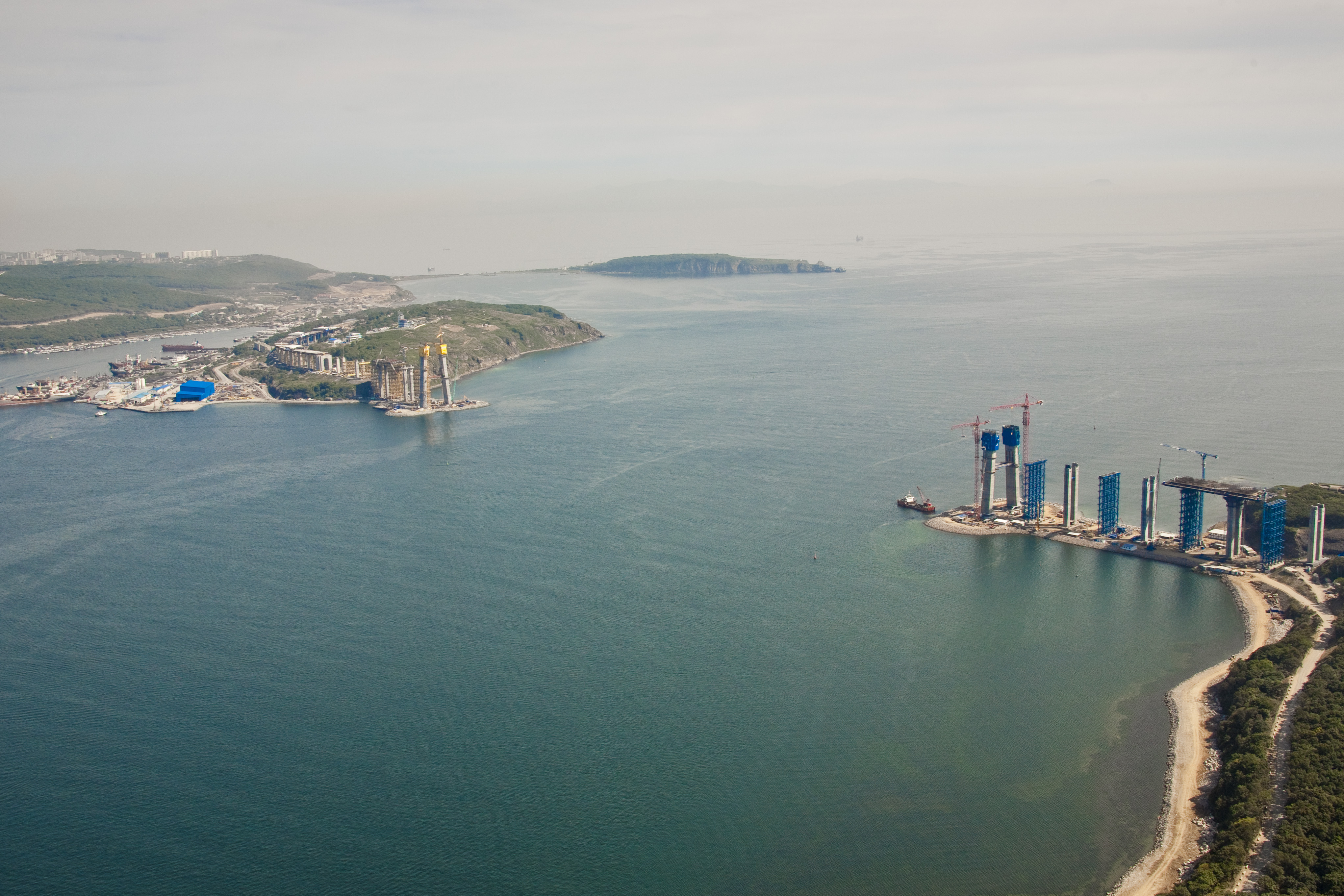

43°04′N 131°54′E / 43.067°N 131.900°E
东博斯普鲁斯海峡（羅馬化：Bosfor Vostochny）是一个海峡，它将穆拉维约夫-阿穆尔斯基半岛与俄罗斯岛分开，连接阿穆尔湾和乌苏里湾。 此海峡深达50米。长9公里，最窄处宽仅800米。2009年6月兴建连接该岛与符拉迪渥斯托克陆地的斜拉橋，並於2012年通車，此桥跨徑達1104米，爲目前世界跨度最大斜拉橋。